# بروس ئی ملنیک
بروس ئی ملنیک (به انگلیسی: Bruce E. Melnick) فضانورد اهل کشور ایالات متحده آمریکا است که در ۵ دسامبر ۱۹۴۹ میلادی در نیویورک زاده شد. وی در مأموریت اس‌تی‌اس-۴۱، اس‌تی‌اس-۴۹ حضور داشته است.